# Петко Маринов
Петко Маринов е бивш български баскетболист, треньор по баскетбол. Една от легендите на българският баскетбол.

## Кратка спортна биография

### Състезателна кариера
Роден е в Бургас на 11 юни 1949 г. Започва кариерата си в БК Ботев (Бургас), продължава в БК Академик (София) и БК ЦСКА.
Като състезател е печелил 4 шампионски титли на България, 5 пъти Купата на България, играл е на два европейски клубни полуфинала.
Като национален състезател има над 150 мача в националния отбор на България.
Определян е за Най-добър баскетболист на България.

### Треньорски години
Като треньор печели с БК ЦСКА на три пъти Шампионата на България, четири Купи на България. Печелил е и Купата на България с отборите на БК Компакт (Димитровград) и Лукойл Академик.
През 2001 г. е назначен за старши треньор на Лукойл Академик, като с отбора става Шампион на България за 2002 и 2003 г.
Начело на женския тим на Лукойл Нефтохимик има пет шампионски титли и три купи на България.
Две години е работил и като треньор във Франция.
Петко Маринов е бил начело на националният отбор на България, бил е и консултант на националните отбори мъже и жени.